# Адміністративний устрій Талалаївського району
Адміністративний устрій Талалаївського району — адміністративно-територіальний поділ Талалаївського району Чернігівської області 1 селищну громаду та 9 сільських рад, які об'єднують 45 населених пунктів та підпорядковані Талалаївській районній раді. Адміністративний центр — смт Талалаївка.

## Список громадТалалаївського району
| 1 | Талалаївська селищна громада | смт Талалаївка | с. Березовиця с. Глинське с. Жолобок с-ще Зелений Гай c. Корінецьке c. Красний Колядин с. Левівщина c. Липове с. Мигурів c. Понори с. Скороходове смт Талалаївка |  |  |  |

## Список радТалалаївського району
| № | Назва                           | Центр               | Населені пункти                                                  | Площа км² | Місце за площею | Населення (2001), чол. | Місце за населенням | Розташування |
| - | ------------------------------- | ------------------- | ---------------------------------------------------------------- | --------- | --------------- | ---------------------- | ------------------- | ------------ |
| 1 | Березівська сільська рада       | с. Березівка        | с. Березівка с. Колядин с. Мирне                                 | 40,714    | 8               | 691                    | 10                  |              |
| 2 | Болотницька сільська рада       | с. Болотниця        | с. Болотниця                                                     | 38,041    | 10              | 586                    | 12                  |              |
| 3 | Поповичківська сільська рада    | c. Поповичка        | c. Поповичка с. Грабщина с. Новопетрівське с. Обухове с. Рубанів | 31,605    | 11              | 720                    | 9                   |              |
| 4 | Рябухівська сільська рада       | c. Рябухи           | c. Рябухи с. Грицівка с. Петьків с. Степанівське с. Плугатар     | 59,303    | 2               | 1135                   | 5                   |              |
| 5 | Староталалаївська сільська рада | c. Стара Талалаївка | c. Стара Талалаївка с-ще Основа с. Слобідка                      | 69,53     | 1               | 1178                   | 4                   |              |
| 6 | Українська сільська рада        | c. Українське       | c. Українське с. Займище с. Нова с. Степ                         | 55,13     | 5               | 854                    | 6                   |              |
| 7 | Харківська сільська рада        | c. Харкове          | c. Харкове с. Лавіркове с. Новоселівка с. Степове с. Шевченка    | 49,873    | 7               | 795                    | 8                   |              |
| 8 | Чернецька сільська рада         | c. Чернецьке        | c. Чернецьке с. Глибоке с. Діброва с. Макаренкове с. Співакове   | 54,9      | 6               | 805                    | 7                   |              |
| 9 | Юрківцівська сільська рада      | c. Юрківці          | c. Юрківці с. Довгалівка                                         | 39,1      | 9               | 689                    | 11                  |              |

* Примітки: м. — місто, смт — селище міського типу, с. — село, с-ще — селище